# Igor Rabello
Igor Rabello da Costa (ur. 28 kwietnia 1995 w Rio de Janeiro) – brazylijski piłkarz występujący na pozycji środkowego obrońcy, od 2019 roku zawodnik Atlético Mineiro.